# Miracolo (singolo)
Miracolo è un singolo del rapper italiano Junior Cally, pubblicato il 23 giugno 2023.

## Descrizione
Il brano è caratterizzato dall'uso della cassa dritta.

## Tracce
Testo di Antonio Signore, Lorenzo Santarelli, Gabriel Rossi, Marco Salvaderi, Edoardo Cremona e Ivan Angeli, musica dei ROOM9
1. Miracolo – 2:21